# Стрељаштво на Летњим олимпијским играма 1900 — пиштољ слободног избора 50 метара екипно за мушкарце
Дисцилина пиштољ слободног избора, екипно  са раздаљине од 50 метара у мушкој конкуренцији била је једна од девет дисциплина у стрељаштву на Олимпијским играма 1900. у Паризу. 
За резултат у овој дисцилини рачунао се тако што су резултати пет какмичара једне земље у појединачној конкуренцији сабирани и добијен је победник у екипној конкуренцији.
У појединачној конкуренцији сваки стрелац је гађао мету са 60 метака, на удаљености од 50 метара. Могао је постићи максимално 600 поена.
Такмичење је одржано 1. августа. Учествовале су четири екипе са по 5 такмичара. 

## Земље учеснице
- Белгија (5)
- Француска (5)
- Холандија (5)
- Швајцарска (5)

## Освајачи медаља
| Злато      | Сребро    | Бронза    |
| Швајцарска | Француска | Холандија |

## Резултат
| Место  | Екипа                                                             | Стрелац 1 | Стрелац 2 | Стрелац 3 | Стрелац 4 | Стрелац 5 | Укупно |
| ------ | ----------------------------------------------------------------- | --------- | --------- | --------- | --------- | --------- | ------ |
| Злато  | Швајцарска Редерер, Штели, Ришар, Lüthi, Probst                   | 503       | 453       | 448       | 435       | 432       | 2271   |
| Сребро | Француска Парош, Duffoy, Моро, Трините, Лекок                     | 466       | 442       | 435       | 431       | 429       | 2203   |
| Бронза | Холандија Dirk Boest Gips, Sillem, Bouwens, Van den Bergh, Sweijs | 437       | 408       | 390       | 331       | 310       | 1876   |
| 4      | Белгија Rooman, Thèves, Роберт, Eichorn, Lebègue                  | 405       | 404       | 351       | 345       | 318       | 1823   |